# Dendrosida breedlovei
Dendrosida breedlovei är en malvaväxtart som beskrevs av P.A.Fryxell. Dendrosida breedlovei ingår i släktet Dendrosida och familjen malvaväxter. Inga underarter finns listade i Catalogue of Life.